# Једина (албум)
Једина (слч. Jediná) други је албум песама словачке певачице из Војводине Јармиле Бохушове. Албум је издат 2011. и има 15 песама.

## Песме
Песме са овог албума су:
- Једина (слч. Jediná)
- Америка (слч. Amerika)
- Неоткри никад (слч. Neprezraď nikdy)
- На свитању (слч. Na svitaní)
- Повратак кући (слч. Návrat domov)
- Ја имам, ја дам (слч. Ja mám,ja dám)
- Да л те волети знам (слч. Či ťa ľúbiť viem)
- Имам ту топлу длан (слч. Mám tú teplú dlaň)
- Молитва за Тебе (слч. Motlitba pre Teba)
- Сањам (слч. Snívam)
- На мене не мислиш (слч. Na mňa nemyslíš)
- Без Тебе (слч. Bez Teba)
- Стари Циган (слч. Starý Cigán)
- Само Ти (слч. Len Ty)
- Сунце у очима (слч. Slnko v očiach)